# Седедема
Седедѐма е река в Азиатската част на Русия, Източен Сибир, Република Якутия (Саха), ляв приток на Колима. Дължината ѝ е 567 km, която ѝ отрежда 157-о място по дължина сред реките на Русия.
Река Седедема води началото си от южните склонове на Алазейското плато, на 676 m н.в., в североизточната част на Република Якутия (Саха). По цялото си протежение реката тече в източна посока, с малко отклонение на юг, в южната, силно заблатена част на Колимската низина, в условията на субарктичен климат и в зоната на вечната замръзналост. Влива се от отляво в река Колима, при нейния 709 km, на 18 m н.в., на 70 km нагоре по течението от град Среднеколимск.
Водосборният басейн на Седедема има площ от 18,5 хил. km2, което представлява 2,88% от водосборния басейн на Колима и се простира в североизточна част на Република Якутия (Саха). В басейнът на реката има над 2,8 хил. езера, които заемат около 3,8% от площта на водосборния ѝ басейн.
Водосборният басейн на Седедема граничи със следните водосборни басейни:
- на юг – водосборния басейн на река Ожогина, ляв приток на Колима;
- на запад – водосборния басейн на река Индигирка, вливаща се в Източносибирско море;
- на север – водосборния басейн на река Алазея, вливаща се в Източносибирско море.

Река Седедема получава над 30 притока с дължина над 10 km, като 4 от тях са с дължина над 100 km:
274 → Килах 423 / 5080
236 → Дяски 149 / 2700
166 ← Сикина 176 / 2080
43 → Улахан-Юрях 103 / 1830
Подхранването на реката е снежно-дъждовно, като преобладава дъждовното. Пролетно-лятното пълноводие на Ожогина започва през третата десетдневка на май и завършва в края на юни. Много често пролетното пълноводие се сменя с епизодични прииждания в резултат на поройни дъждове. Среден годишен отток в устието около 70 m3/s, което като обем се равнява на 2,209 km3. Седедема замръзва през октомври, а се размразява през май, като в някои по-плитки участъци замръзва до дъното.
По течението на Седедема няма постоянни населени места. В басейна на реката се намира охраняемата територия с регионално значение „Ресурсен резерват "Седедема“. Около средното течение на реката се разработват находища на ахат и халцедон. Седедема е богата на риба и в долното ѝ течение се намира рибарски участък.